# Pata (fiskeredskap)
Pata kallas i Nordsverige en fast avspärrning för fiske i en älv, särskilt avsedd för lax och sik. Särskilt stor är en "karsinapata" som bara används för laxfiske och kan bli över 100 m lång. Den har en rymlig inhägnad där laxarna samlas för att sedan tas upp med not, "kolk".
Att fiska med hjälp av en pata är ett gammalt (i dag förbjudet) fiskesätt som innebär att man lägger ut små gångbroar ut över älvar, och från broarna nedsänker konformade burar i trä med hål som tillåter mindre fiskar (à 0–5 kg) att passera medan större fiskar fastnar.
Ordet kommer från finskans pato som betyder ’damm’ eller ’fördämning’.